# Гримоар, Анжелик де
Анжелик де Гримоар (фр. Anglic de Grimoard; ок. 1315 или 1320, Гризак, королевство Франция — 13 апреля 1388, Авиньон, Папская область) — французский куриальный кардинал. Епископ Авиньона с 12 декабря 1362 по 18 сентября 1366 года. Декан Священной Коллегии Кардиналов с 1373 по 13 апреля 1388 года. Кардинал-священник с титулом церкви Сан-Пьетро-ин-Винколи 18 сентября 1366 по 17 сентября 1367 года. Кардинал-епископ Альбано с 17 сентября 1367 по 13 апреля 1388 года.

## Ранние годы
Родился между 1315 и 1320 годами в замке Гризак, епархия Манда, королевство Франция. Сын Гийома де Гримоара, сеньора де Бельгара, и Амфелизы де Монферран, младший брат папы Урбана V. Его имя также упоминается как Анж, Ангелик, Ангелико, Ангелик, Англико и Эгидио и его фамилия Гримальди и Гримбони. Некоторый источник упоминает, что его первое имя было сокращением Анже-Жиль.
Анжелик де Гримоар присоединился к регулярным каноникам Святого Августина в аббатстве Сен-Руф, недалеко от Валанса.
Когда и где был рукоположен в священники информация отсутствует. Аудитор Трибунала Священной Римской Роты в 1357 году. Приор Сен-Пьер-де-Дьё в 1358 году.

## Епископ
12 декабря 1362 года Анжелик де Гримоар был избран епископом Авиньона, занимал епархию до своего возведения в кардиналы. Рукоположен в епископы 8 января 1363 года в Авиньоне своим братом папой Урбаном V.

## Кардинал
Возведён в кардиналы-священники с титулом церкви Сан-Пьетро-ин-Винколи на консистории от 18 сентября 1366 года.
Декан Йорка с 1366 года, пока не был лишен должности за присоединение к Авиньоскому послушанию. 17 сентября 1367 года избран кардиналом-епископом субурбикарной епархии Альбано.
Папский легат в Италии с марта 1368 по июль 1371 года с титулом викария «in temporalibus» и с резиденцией в Болонье. Архипресвитер патриаршей Латеранской базилики с 1370 года и до своей смерти.
Кардинал Гримоар не участвовал в Конклаве 1370 года, который избрал Папу Григория XI, потому что находился в Италии. Декан Священной Коллегии Кардиналов с 1373 года.
Не участвовал в Конклаве 1378 года, который избрал Папу Урбана VI, потому что он находился в Авиньоне.
Не участвовал в антиконклаве в сентябре 1378 года, который избрал антипапу Климента VII, потому что находился в Авиньоне. Кардинал Гримоар присоединился к послушанию антипапе Клименту VII.
Кардинал Гримоар создал несколько литургических музыкальных композиций и был основателем монастырей в Апте, Авиньоне и Монпелье.
Скончался 13 или 16 апреля 1388 года в Авиньоне. Похоронен в монастыре Сен-Руф, Валанс, согласно его воле.